# 吉森みき男
吉森 みき男（よしもり みきお、本名：吉森 三喜男、1942年3月12日 - ）は、日本の漫画家。別表記に吉森みきを、吉森みきお。

## 略歴
東京都文京区出身。中学生の頃、落語家に憧れるが両親の反対に遭い断念。漫画家を目指し高校に通いながら内野純緒のアシスタントを務める。
中央大学文学部卒業後の1965年、『5つめの宝石』（『別冊マーガレット』、集英社）で漫画家デビュー。しばらくは少女漫画をメインに執筆していたが、1972年より『連勝野郎』（週刊少年ジャンプ連載）で少年漫画家に転身。
1977年より代表作となる『ライパチくん』を読売新聞日曜版に連載した（同作品は1985年、『月曜ドラマランド』の一篇としてドラマ化された）。

## 作品リスト
- 5つめの宝石（『別冊マーガレット』1965年5月号、集英社）吉森みきを 名義[2]
- 三日だけのママ（『別冊マーガレット』1965年8月号、集英社）吉森みきを 名義[2]
- 松原くん（『別冊マーガレット』1965年11月号、集英社）吉森みきを 名義[2]
- 盗んだしあわせ（『別冊マーガレット』1966年2月号、集英社）吉森みきを 名義[2]
- 雪人形（『別冊マーガレット』1966年3月号、集英社）吉森みきを 名義[2]
- チロのくさり（『別冊マーガレット』1966年4月号、集英社）吉森みきを 名義[2]
- コロ（『別冊マーガレット』1966年6月号、集英社）吉森みきを 名義[2]
- プチとふたり（『週刊マーガレット』1966年7月24日号-9月18日号、集英社）吉森みきお名義[3]
- フレー・フレーあにき（『別冊マーガレット』1966年8月号、集英社）吉森みきを 名義[2]
- 東京の水たまり（『別冊マーガレット』1966年9月号、集英社）吉森みきを 名義[2]
- りんご園の雪（『別冊マーガレット』1966年12月号、集英社）吉森みきを 名義[2]
- かあちゃんの太陽（『週刊マーガレット』1967年4月16日号（18号）- 5月14日号（22号）、集英社）[4]
- むだづかい（『りぼん大増刊』1967年4月号、集英社）吉森みきを 名義[5]
- おねえさん（『別冊マーガレット』1967年9月号、集英社）吉森みきお 名義[2]
- 月見草とベコ（『りぼん』1967年11月号付録、集英社）吉森みきお 名義[6]
- ワルツの道（『別冊マーガレット』1968年1月号、集英社）吉森みきお 名義[2]
- レッツゴーにいちゃん（『小学四年生』1968年2月号、小学館）吉森みきを 名義[7]
- マキのしろちび（『別冊マーガレット』1968年4月号、集英社）吉森みきを 名義[2]
- ヤマト魂 ふじたけし物語（『小学五年生』1968年5月号付録、小学館）吉森みきを 名義[8]
- ゴーゴーまりちゃん（『週刊マーガレット』1968年7月21日号（29号） - 8月18日（33号））吉森みきお 名義[9]
- 花子よ永遠に（『りぼん』1968年8月号付録、集英社）吉森みきお 名義[6]
- いらっしゃいませ（『別冊マーガレット』1968年9月号、集英社）吉森みきを 名義[2]
- 裂けたキャンバス（『ジュニア文芸』1968年10月号）吉森みきを 名義[10]
- ほたるの墓（月刊『りぼん』1969年7月号付録 読み切りコミック  集英社　野坂昭如原作義[6]→1984年 ほるぷ出版「焼跡のうた」中の一作として復刻掲載[11]）
- なぜGS(グループサウンズ)がいけないの？（『週刊マーガレット』1968年12月22号（51号） - 1969年1月12日/19日号（2号）、集英社）吉森みきを名義[9][12]
- ベリーロールにかけろ！（『りぼんコミック』、集英社、1969年11月号）吉森みきを 名義[13]
- 1970・1・15雪崩（『りぼん』、集英社、1970年1月号）[14]
- スポーツまんがジャンプする青春（『ジュニア文芸』1970年2月号 - 4月号）名義[15][16][17]
- 悲しみの島（『りぼん』、集英社、1970年3月号）[14]
- 炎のサーブ（『りぼん』、集英社、1970年4月号 - 6月号）[14]
- 涙にアタック（『りぼんコミック』、集英社、1970年5月号）吉森みきを 名義[13]
- ワンストローク早く！（『りぼんコミック』、集英社、1970年7月号）吉森みきを 名義[13]
- 青空をつかむまで（『りぼんコミック』、集英社、1970年9月号）吉森みきを 名義[13]
- レッツ・ハードル（『りぼんコミック』、集英社、1970年11月号）吉森みきを 名義[13]
- 魔法のマコちゃん（『小学一年生』1970年12月号 - 1971年9月号）
- 8人の20時間（『りぼんコミック』、集英社、1971年3月号）吉森みきを 名義[13]
- ああ！ダイコン（『別冊少女コミック』1971年4月号）[18]
- 3月10日東京が燃えた！（『週刊マーガレット』1971年4月25日号 読切り）吉森みきを 名義[19]
- 美しきチャレンジャー（『小学四年生』1971年6月号 - 11月号、『幼稚園』1971年、『週刊少女コミック』1971年4月11日号（15号） - 7月25日号（30号））吉森みきを 名義
- デモシカ先生（『週刊マーガレット』1971年9月19日号・26日号 前・後編読切り、集英社）吉森みきを 名義[19]
- おーい夕やけ（『週刊マーガレット』1971年11月 読切り）吉森みきを 名義[19]
- ミュンヘンへの道（『小学一年生』1972年8月号・9月号、『週刊少女コミック』1972年5月7日号（19号） - 8月13日号（33号））吉森みきを 名義
- 連勝野郎（『少年ジャンプ』、集英社、1972年）
- しまっていこうぜ！（『週刊少年チャンピオン』、秋田書店、1972年 - 1980年）
- つっぱしり元太郎（『別冊少年チャンピオン』、秋田書店、1975年 - 1978年）
- ぶっちぎり竜太（『週刊少年サンデー』、小学館、1976年 32号 - 41号）※後に辰巳出版より「熱い道42.195キロ」と改題してコミックス発売、1983年9月5日出版。但し、同名コミックス第2巻は全く違う作品。
- ドンマイ雷太（『月刊どっかんV』、学研、1977年 - 1978年）※後に辰巳出版よりコミックス「どっこいライナーズ」第2巻から第6巻として1984年出版。吉森氏の作品はしばしば改題されて後年に発売される事が多かった。
- 行け!ライパチくん（読売新聞日曜版）
- 泣くな!ライパチくん（読売新聞日曜版）
- アリンコ球団（『小学二年生』1976年2月号 - 3月号、『小学三年生』1976年4月号 - 1978年1月号、『小学四年生』1976年4月号 - 7月号）
- いけ！悪太郎（『週刊少年チャンピオン』、 秋田書店、1979年-1980年)
- なにくそ!!（『少年ビッグコミック』、小学館、1979年 - 1980年）
- どっこい魂（『月刊少年チャンピオン』、秋田書店、1979年 - 1981年）
- ドンマイ太一くん（『こどもの光』1981年 - 1985年）
- どっこいライナーズ（単行本は1巻のみ。2巻から7巻は「ドンマイ雷太」等の別作品。連載時の出版社は不明。コミックスは辰巳出版)
- 'どんまいアキラ（『まんがスポーツ』5月増刊号、芳文社、1988年）
- いよっ辰あにい!
  - 「いよっ辰あにい!」「バカ鳩」「かあちゃん」「イレギュラーバウンド」「雑種犬ジロー」(「いよっ辰あにい！」の単行本は以上の5作品を収録。1975年12月に汐文社から発行発売した吉森みき男短編集。）[20]
- ウスデカ
  - 「ウスデカ」「おれ ピエロ!」「ゴミだらけ」「大本勇の8月15日」（「ウスデカ」の単行本は以上4作品を収録。汐文社から発行発売した吉森みき男短編集。）
- おとこ権兵衛（『マンガくん』）
- 青春アンツーカーシリーズ（『少年ビッグコミック』、小学館、1981年 - 1982年）
  - スプリンター
  - ジャンパー
  - ハードラー
- 『バッティング大特訓 - 長島さんと野球を楽しもう 学習まんが』（長島茂雄著、吉森みき男漫画、小学館、小学館入門百科シリーズ）
- 『高見山大五郎物語 まんが 辛抱と努力』（高見山大五郎著、吉森みき男漫画、小学館、小学館入門百科シリーズ）
- 『守備・投手大特訓 - 長島さんと野球を楽しもう 学習まんが』（長島茂雄著、吉森みき男漫画、小学館、小学館入門百科シリーズ）